# My father knew Charles Ives
My father knew Charles Ives is een compositie van John Adams.

## Inleiding
Adams gaf direct toe dat zijn vader nooit de componist Charles Ives heeft ontmoet, maar stelde dat dat wel tot de mogelijkheden had behoord. Beiden woonden enige tijd in dezelfde streek, waren voor hun werk werkzaam in de omgeving en hielden beiden van muziek. Ives was componist, Carl Adams klarinettist en saxofonist in plaatselijke orkesten. De muziek van Ives is aldus Adams zelf een grote inspiratiebron in zijn eigen muziek geweest, vader leerde hem de eerste beginselen van de muziek bij door kleine John les te geven op klarinet. In My father knew Charles Ives is meer Ives te horen, dan de minimalistische muziek van Adams zelf. De titel is een parallel met I met Heine on the Rue Fürstenberg (1971) van Morton Feldman, echter meer onbewust dan bewust.
Het werk duurt circa 30 minuten  en werd geschreven op verzoek van de San Francisco Symphony van Michael Tilson Thomas. Die combinatie gaf dan ook de wereldpremière op 30 april 2003 in hun eigen concertzaal. Het werk is opgedragen aan MTT. Tilson leidde het drie keer in San Francisco en nam het vervolgens mee op een tournee door Europa. Een jaar later bereikte het werk Nederland; dirigent Osmo Vänskä leidde het Rotterdams Philharmonisch Orkest op 2 april 2004. Vlak daarna leidde Edo de Waart het Radio Filharmonisch Orkest in het werk. De Nederlandse inbreng bleef ook daarna gehandhaafd; in oktober 2022 leidde Jaap van Zweden vier uitvoeringen “zijn” New York Philharmonic.  
Net als bij andere werken van Adams kreeg My father knew Charles Ives een choreografie, dit maal van Peter Breuer voor het Ballett Badisches Staatstheater Karlsruhe (2012)

## Werk
Het werk heeft de driedelige structuur vanuit de klassieke muziek: snel/onrustig, langzaam/rustig en snel/onrustig. De titels leiden naar plekken uit de jeugd van Adams:
1. Concord staat voor Concord (New Hampshire); Ives schreef de Concord sonate; die verwijst naar Concord (Massachusetts); de muziek is een samensmelting van allerlei genres, Ives is te herkennen aan de verwerking van een parade als ook de eenzame trompet die een Reveille vertolkt;
2. The lake staat voor het merengebied rondom Mount Washington in New Hampshire, de plek waar Adams’ ouders elkaar hebben ontmoet, een romantisch middendeel, een zomerse nocturne
3. The mountain verwijst naar Mount Kearsage, Mount Shasta en de bergen in het gebied van de Amerikaanse Sierra Nevada.

Net als Ives verwerkte Adams een Amerikaanse hymne in zijn werk, zo is Nearer, my God, to Thee te horen.
Adams pakte voor de orkestratie groots uit:
- 1 piccolo, 3 dwarsfluiten (III ook piccolo), 2 hobo’s, 1 althobo, 3 klarinetten (III ook esklarinet), 1 basklarinet, 2 fagotten, 1 contrafagot
- 4 hoorns, 4 trompetten, 3 trombones, 1 tuba
- 1 pauken (tevens klankschalen), 4 personen voor percussie, celesta, piano
- violen, altviolen, celli, contrabassen

## Discografie
In 2025 blijkt dat weinig orkesten zich aan opnamen van dit werk waagden. Er zijn er slechts drie voorhanden. De opnamepremière was weggelegd voor de combinatie John Adams en het BBC Symphony Orchestra; Het was 27 januari 2005; deze combinatie bracht het werk een dag eerder in de Barbican Centre. Nonesuch Records (979857-2) bracht het uit samen met The Dharma at Big Sur. Daarna volgde de Nashville Symphony onder leiding van Giancarlo Guerrero voor platenlabel Naxos (platenlabel)/Naxos (2019, samen met Harmonielehre) en Tonhalle Zürich onder leiding van Paavo Järvi voor Alfa (2022). Ook die twee combinaties namen het werk op direct na uitvoeringen in de concertzaal.